# Axel Zingle
Axel Zingle (født 18. december 1998 i Mulhouse) er en cykelrytter fra Frankrig, der er på kontrakt hos Team Visma | Lease a Bike.